# Amphidrina agrotina
Amphidrina agrotina là một loài bướm đêm trong họ Noctuidae.